# Giancarlo Bercellino
Giancarlo Bercellino (Gattinara, 9 ottobre 1941) è un ex calciatore e allenatore di calcio italiano, di ruolo difensore. Con la nazionale italiana è stato campione d'Europa nel 1968.
Sugli almanacchi è spesso indicato come Bercellino I per distinguerlo dal fratello Silvino.

## Carriera

Bercellino alla Juventus

Iniziò l'attività sotto la guida del padre Teresio, allenatore del Borgosesia. Notato dagli osservatori della Juventus, fu ingaggiato dalla squadra torinese. Iniziò la sua carriera in prestito all'Alessandria, in Serie B, nella stagione 1960-1961, mentre l'anno successivo fu titolare nella Juventus in Serie A, esordendo il 27 agosto 1961 nel pareggio 1-1 con il Mantova.
Rimase in bianconero fino al 1969, facendo coppia al centro della difesa con Ernesto Castano. Nel 1965 vinse la Coppa Italia e il 1º maggio debuttò in nazionale nella gara amichevole vinta per 4-1 a Firenze contro il Galles.
Al termine della stagione 1966-1967 vinse il suo primo e unico scudetto. L'anno successivo fu tra i giocatori convocati dal commissario tecnico Valcareggi per il vittorioso Campionato europeo del 1968.
Nel 1969 passò al Brescia; nel novembre del 1970 le Rondinelle si accordarono con la Lazio per il prestito del giocatore, che però non vestì mai la casacca biancoceleste per vari problemi di natura contrattuale e di tesseramento; si dedicò così all'azienda di famiglia, ponendo fine alla sua carriera calcistica.
Ha poi allenato alcune squadre dilettantistiche piemontesi.

## Statistiche

### Cronologia presenze e reti in nazionale
| Cronologia completa delle presenze e delle reti in nazionale ― Italia | Cronologia completa delle presenze e delle reti in nazionale ― Italia | Cronologia completa delle presenze e delle reti in nazionale ― Italia | Cronologia completa delle presenze e delle reti in nazionale ― Italia | Cronologia completa delle presenze e delle reti in nazionale ― Italia | Cronologia completa delle presenze e delle reti in nazionale ― Italia | Cronologia completa delle presenze e delle reti in nazionale ― Italia | Cronologia completa delle presenze e delle reti in nazionale ― Italia |
| Data                                                                  | Città                                                                 | In casa                                                               | Risultato                                                             | Ospiti                                                                | Competizione                                                          | Reti                                                                  | Note                                                                  |
| --------------------------------------------------------------------- | --------------------------------------------------------------------- | --------------------------------------------------------------------- | --------------------------------------------------------------------- | --------------------------------------------------------------------- | --------------------------------------------------------------------- | --------------------------------------------------------------------- | --------------------------------------------------------------------- |
| 1-5-1965                                                              | Firenze                                                               | Italia                                                                | 4 – 1                                                                 | Galles                                                                | Amichevole                                                            | -                                                                     |                                                                       |
| 1-11-1967                                                             | Cosenza                                                               | Italia                                                                | 5 – 0                                                                 | Cipro                                                                 | Qual. Euro 1968                                                       | -                                                                     |                                                                       |
| 18-11-1967                                                            | Berna                                                                 | Svizzera                                                              | 2 – 2                                                                 | Italia                                                                | Qual. Euro 1968                                                       | -                                                                     |                                                                       |
| 23-12-1967                                                            | Cagliari                                                              | Italia                                                                | 4 – 0                                                                 | Svizzera                                                              | Qual. Euro 1968                                                       | -                                                                     |                                                                       |
| 6-4-1968                                                              | Sofia                                                                 | Bulgaria                                                              | 3 – 2                                                                 | Italia                                                                | Qual. Euro 1968                                                       | -                                                                     |                                                                       |
| 5-6-1968                                                              | Napoli                                                                | Italia                                                                | 0 – 0 dts                                                             | Unione Sovietica                                                      | Euro 1968 - Semifinale                                                | -                                                                     |                                                                       |
| Totale                                                                |                                                                       | Presenze                                                              | 6                                                                     |                                                                       | Reti                                                                  | 0                                                                     |                                                                       |

## Palmarès

### Club

#### Competizioni nazionali
- Coppa Italia: 1

Juventus: 1964-1965
- Campionato italiano: 1

Juventus: 1966-1967

#### Competizioni internazionali
- Coppa delle Alpi: 1

Juventus: 1963

### Nazionale
- Campionato d'Europa: 1

Italia 1968
- Giochi del Mediterraneo: 1

Italia 1963